# 胡
胡（こ）は、古代中国の北方・西方民族に対する蔑称。「胡瓜」、「胡弓」、「胡姫」のように、これらの異民族由来のものである事を示す用法がある。
もともとの意味は、「あごひげ」が長い人である。

## 西胡
「胡」は戦国時代、内モンゴルの塞外民族を指していたが（→北狄）、秦漢朝では特に匈奴を指すことが多くなった。唐代にいたり、シルクロードの往来が活発になると、「胡」は特に「西胡」ともいわれ、西方のペルシャ系民族（ソグド人）を指すようになった。彼らがトルキスタンから唐土に運んだ文物、風俗は「胡風趣味」として愛好され、胡服、胡笛、胡舞などが中国で一文化として根付いていった。

## 東胡
春秋時代から漢代にかけ内モンゴル東部にいた遊牧狩猟民族で、胡（匈奴）の東方に住んでいたことからの呼称という。モンゴル（またはテュルク）とツングースの雑種であり、秦代になると一時は匈奴を圧倒したが、冒頓単于により壊滅させられた。烏桓や鮮卑はその後裔といわれる。

## 朝鮮語における胡
朝鮮語で、胡 (호)には、「中国で夷狄を呼んだ言葉」のほか、「女真族 中國東北蠻人」、「豆満江北部に住んでいた女真族」などの意味がある。また、李氏朝鮮では、清を胡と位置づけて「淸 (清)」のことを「胡國 (胡国)」と呼称し、衛正斥邪の見地から人倫的および文化的に夷狄即胡虜視する対清観が一貫して流れていた。この背景には、朱子学の名分論に基づいて明を崇め、清を胡として蔑しめる風潮、中華文明の伝統は清朝によって夷狄化したとして蔑視し、その人びとを「胡虜」か「犬羊」とけなし、中華の正統を継ぐのは朝鮮だけだという唯我独尊的な小中華思想があった。

## 姓
漢字文化圏には古来より「胡」という姓が存在し、霊太后の父胡国珍、北宋の儒者胡安国、中国共産党総書記の胡錦濤、ベトナムの国父ホー・チ・ミン（胡志明）などがいる。
その起源は、華人に同化した異民族出身の者が漢風の姓を付けたのが始まりとも言われるが、通志の氏族略が伝えるところによると、春秋時代の陳の初代君主胡公に由来し、陳の滅亡後に陳の遺民が名乗ったのが始まりと書かれている。
百家姓において、「胡」の姓は十三大姓の一つに数えられている。

## 「胡」のつく言葉
- 胡弓 - こきゅう
- 二胡 - にこ
- 高胡 - こうこ
- 胡瓜 - きゅうり
- 胡桃 - くるみ
- 胡椒 - こしょう
- 胡麻 - ごま
- 胡坐 - あぐら
- 胡散臭い - うさんくさい
- 胡蝶 - こちょう（蝶の別名）
- 胡蜂 - すずめばち
- 胡粉 - ごふん